# Nationaal Holocaust Museum
Koordinaten: 52° 22′ 0,8″ N, 4° 54′ 39,6″ O

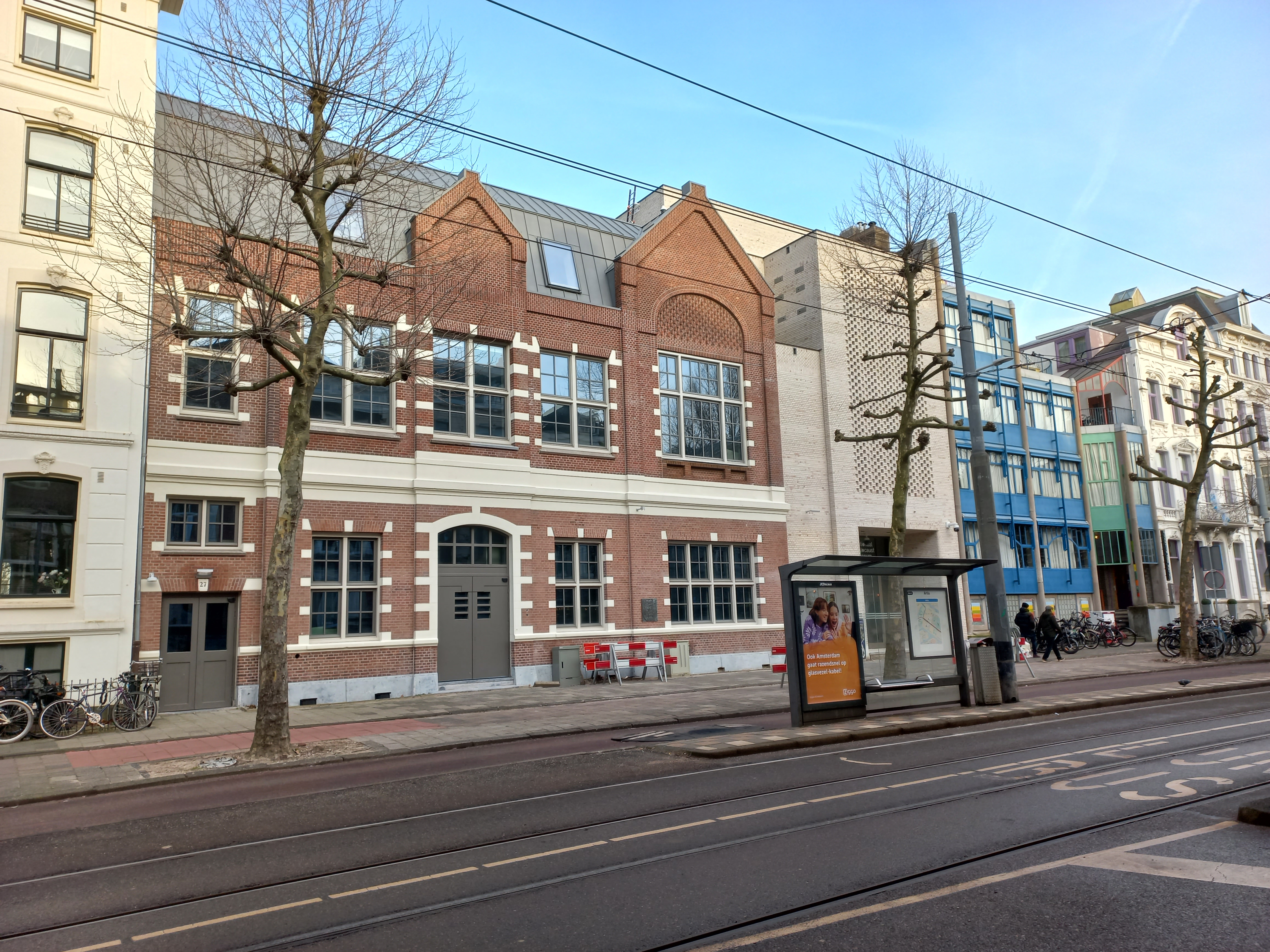
Das Nationaal Holocaust Museum in Amsterdam

Das Nationaal Holocaust Museum (deutsch Nationales Holocaust-Museum) ist ein niederländisches Museum, das sich mit dem Holocaust in den Niederlanden befasst. Das Museum befindet sich in der ehemaligen Hervormden Kweekschool (reformierte Vorschule) gegenüber der Hollandschen Schouwburg in Amsterdam. Das Museum ist Teil des Joods Cultureel Kwartier.
Während der Judenverfolgung unter der deutschen Besatzung der Niederlande 1940–1945 im Zweiten Weltkrieg wurden mehr als 600 Kinder gerettet, die in diesem Haus untergebracht gewesen waren.

## Creche und Kweekschool
Im Oktober 1942 wurde auf Initiative von Walter Süskind in einer ehemaligen Tora-Schule die Creche errichtet. Die Creche war ein „Kinderhaus“ für Kinder bis zum Alter von zwölf Jahren, die dort – von ihren Eltern getrennt – bis zu ihrer geplanten Deportation untergebracht waren. Im Januar 1943 kamen Mitarbeiter der Creche mit dem Direktor der Kweekschool in Kontakt. Da die Kinderstätte überfüllt war, baten sie den Direktor Johan van Hulst, dass einige Kinder ihren Mittagsschlaf in der Schule halten durften. Durch diese Zusammenarbeit und das gegenseitige Vertrauen wurde die Schule 1943 zur wichtigsten Route, um Kinder zu retten. Walter Süskind gelang es so, gemeinsam mit Mitarbeitern des Jüdischen Rates sowie in Zusammenarbeit mit Johan van Hulst und Widerstandsgruppen, mehr als 600 Kinder vor der Deportation zu retten. Dabei kam den Helfern zugute, dass sich damals (wie heute) eine Straßenbahnhaltestelle vor der Schouwburg befand. Wenn die Straßenbahn hielt und die Sicht versperrte, rannten sie mit einem Kind an der Hand neben der Straßenbahn her und stiegen an der folgenden Haltestelle ein. Obwohl die Straßenbahnfahrer und die Passagiere dies sahen und wussten, woher die Kinder kamen, wurden sie nie verraten. Kleinere Kinder schmuggelten sie in Waschkörben oder Rucksäcken aus dem „Kinderhaus“ heraus. Deren Eltern statteten sie mit Strohpuppen aus, die in Decken gewickelt wurden, um ein Baby vorzutäuschen. Die Kinder wurden in Pflegefamilien in Sicherheit gebracht.

## Das Museum
Seit Mai 2016 beherbergt die ehemalige Schule das bis zur Neugestaltung noch im Aufbau befindliche Nationaal Holocaust Museum. Im Erdgeschoss des Gebäudes zeigte das Museum bereits Ausstellungen und es fanden regelmäßig Vorträge, Symposien und Gedenkfeiern statt. Auf den übrigen Etagen des Museums befanden sich noch Ateliers von Künstlern mit und ohne Flüchtlingshintergrund. Zur Eröffnung 2016 zeigte das Museum die Ausstellung De ondergang van Abraham Reiss (zu deutsch: „Der Untergang des Abraham Reiss“) des Künstlers Jeroen Krabbé, die sich mit der Geschichte seines Großvaters befasste. Das Museum sollte jedoch perspektivisch zu einer festen Übersichtsausstellung über Juden während des Holocaust in den Niederlanden ausgebaut werden. Als Zielsetzung nannten die Initiatoren hierbei eine möglichst umfassende Darstellung der Ereignisse, die sich nicht nur auf die Jahre 1940 bis 1945 beschränken, sondern schon in den 1930er Jahren ansetzen solle.
Im Januar 2020 sagte die deutsche Bundesregierung zu, den Aufbau des Museums mit vier Millionen Euro zu unterstützen. Das österreichische Bundeskanzleramt unterstützte die Errichtung mit insgesamt 400.000 Euro. Die endgültige Eröffnung des Museums, das wegen der Umbauarbeiten seit Sommer 2019 vorübergehend geschlossen war, wurde mehrfach verschoben.
Das Museum wurde am 10. März 2024 von König Willem-Alexander in Anwesenheit des israelischen Präsidenten Izchak Herzog eröffnet. Bundesratspräsidentin Manuela Schwesig vertrat bei dieser Zeremonie in der Portugiesischen Synagoge Amsterdams den deutschen Bundespräsidenten Frank-Walter Steinmeier, für Österreich nahm Bundespräsident Alexander Van der Bellen teil. Bei der Eröffnung protestierten mehr als 1.000 Menschen gegen die Angriffe auf die palästinensische Zivilbevölkerung im Gazastreifen. Man warf Israel Massenmord vor. Es kam zu Zusammenstößen mit der Polizei.
Anhand von Objekten, Fotos, Filmen und Installationen wird im Museum die Geschichte der systematischen Verfolgung der Juden dargestellt. Ein Raum ist tapeziert mit den Rassengesetzen und Verordnungen über den Ausschluss der Juden und veranschaulicht so deren schrittweise Entrechtung und Isolation. In Vitrinen sind persönliche Gegenstände einiger Opfer zu sehen. Im Innenhof des Museums befindet sich eine Kunstinstallation von Gabriel Lester. Im Unterschied zu anderen, eher in düsteren Farben gehaltenen Holocaustmuseen ist das Nationaal Holocaust Museum hell und lichtdurchflutet gestaltet. Denn „die Farbe des Holocaust ist weiß. Es war nicht dunkel es geschah am hellichten Tag“, so Emile Schrijver, der Generaldirektor des Joods Cultureel Kwartier.